# Arne Jacobsen

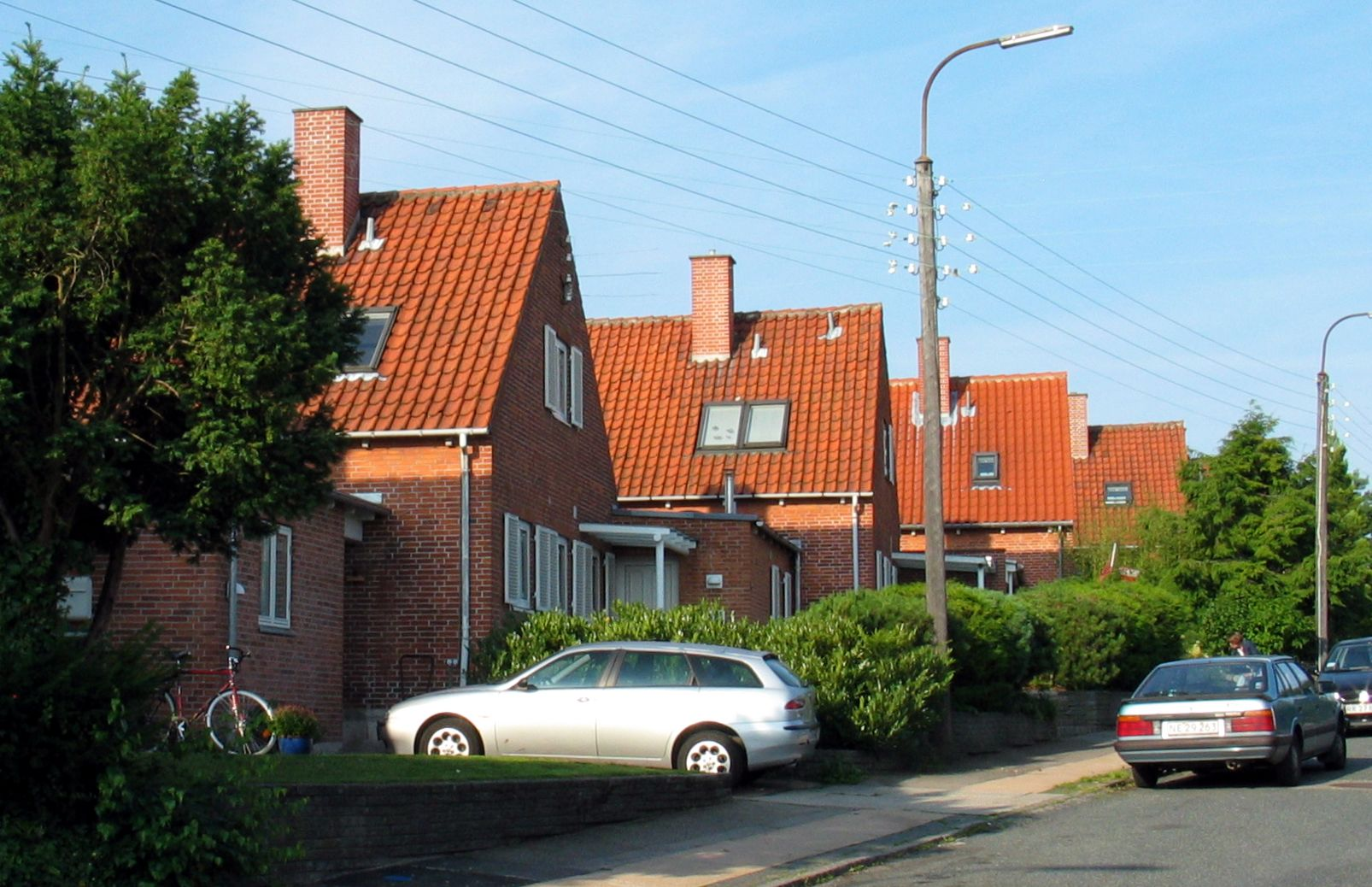
Domy zaprojektowane przez Arne Jacobsena

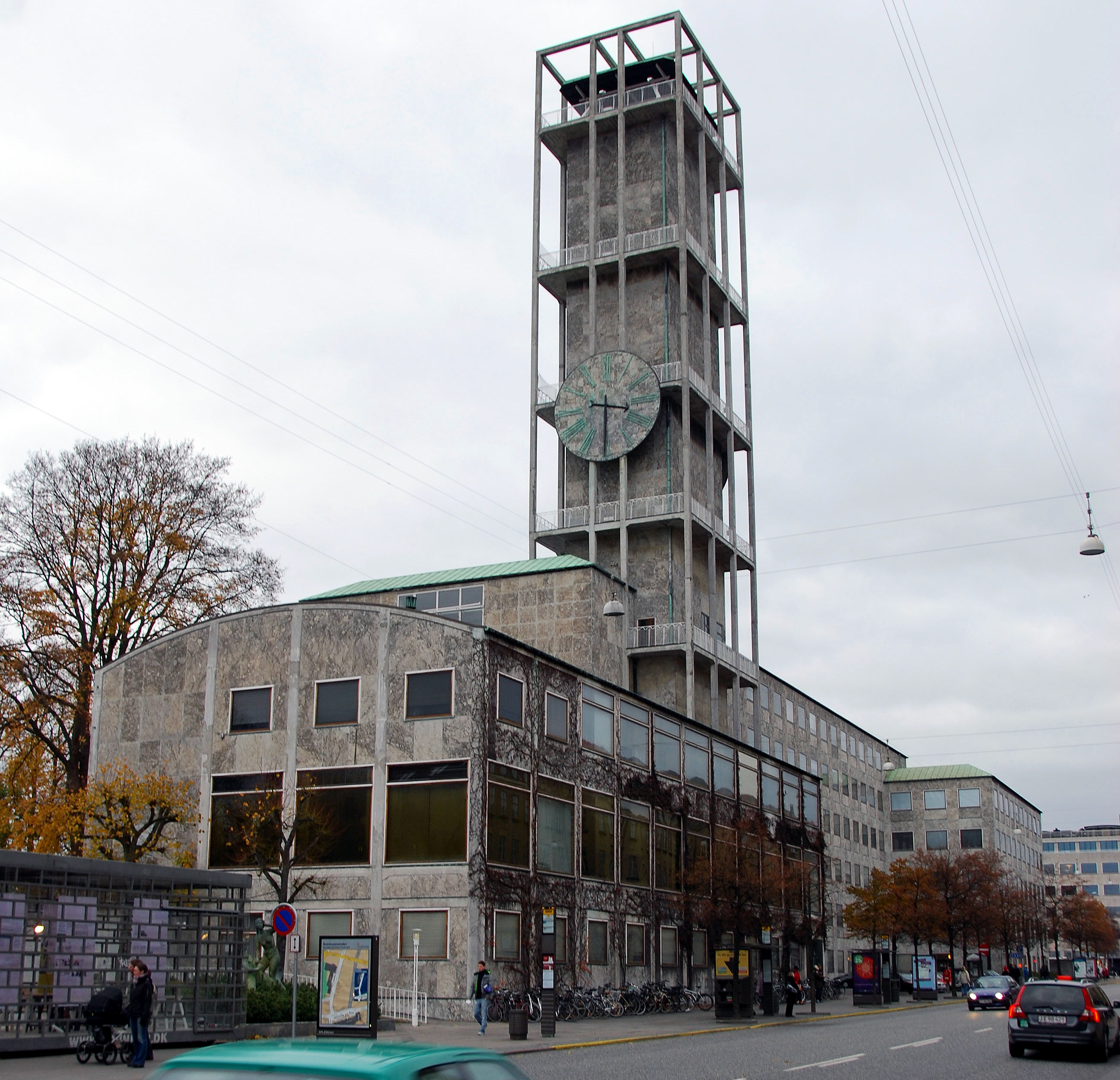
Ratusz w Aarhus

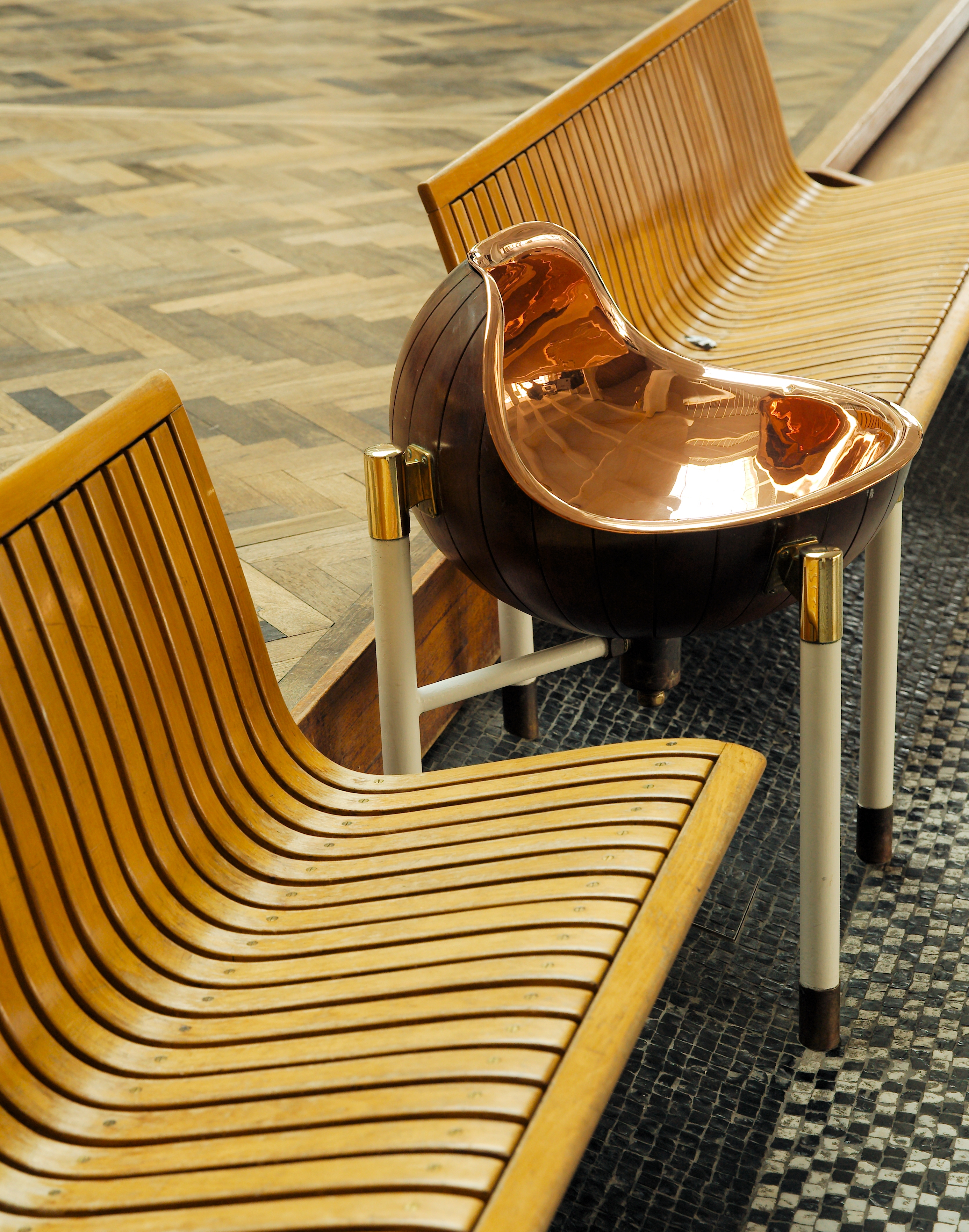
Ratusz w Aarhus – poidełko jako element wystroju wnętrza

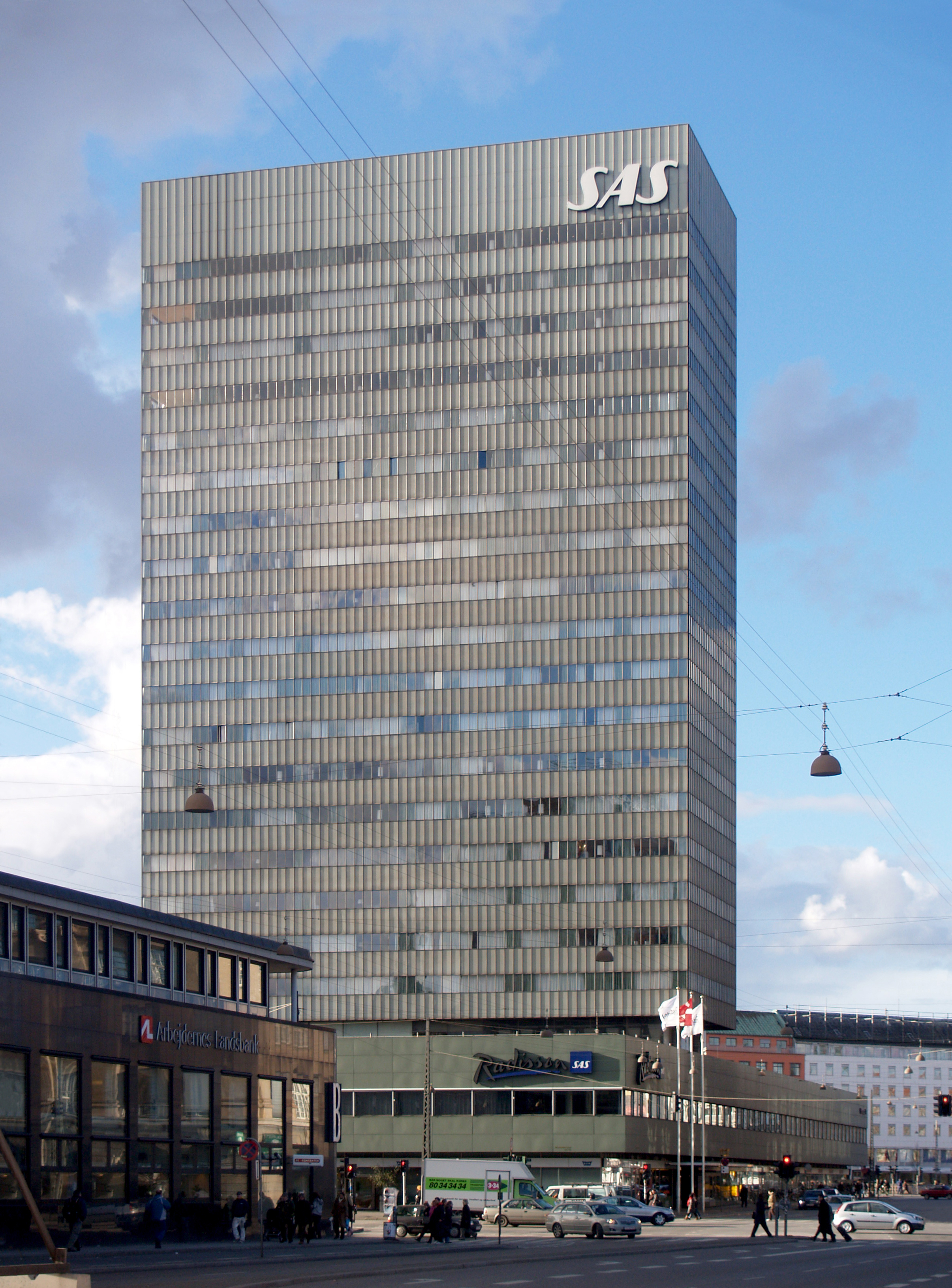
Hotel Royal SAS w Kopenhadze

Arne Jacobsen (ur. 11 lutego 1902 w Kopenhadze, zm. 24 marca 1971 tamże) – duński architekt i projektant wnętrz.
Jako pierwszy w Danii wcielił w życie idee pionierów modernizmu: Le Corbusiera i L. Mies van der Rohe. Projektował przede wszystkim gmachy użyteczności publicznej i osiedla. Był również twórcą sztuki użytkowej.
W swoim rozwoju wyewoluował od pozycji bardzo tradycyjnych (ceglana architektura duńska) w kierunku racjonalnego modernizmu. Studiował w Szkole Technicznej w Kopenhadze (1919-1924) oraz w Akademii Sztuk Pięknych tamże (1924-1927). Był to okres ścierania się różnych poglądów na współczesną architekturę duńską (zwłaszcza neoklasycznego i narodowego), w cieniu których dojrzewał Jacobsen. W kształtowaniu się poglądów architekta ważną rolę odegrały wycieczki naukowe organizowane przez Akademię, m.in. na Wystawę Paryską w 1925. To tam Jacobsen zetknął się bliżej z ideami Le Corbusiera i Gropiusa i wykształcił swój warsztat rysunkowy, charakteryzujący się eliminacją nieistotnych szczegółów kosztem uwypuklenia istotnych elementów konstrukcyjnych projektowanych obiektów. Po 1927 zatrudnił się w biurze architekta miejskiego Kopenhagi. Rezultatem tego były pierwsze drobne projekty w parku Enghaveparken (bramy, estrady, altany), a później pierwsze projekty domów jednorodzinnych (za dom prof. Wandela przy Knutsvej 9 otrzymał nagrodę gminy Gentofte). Stopniowo projekty Jacobsena stają się coraz bardziej nowoczesne i uproszczone, jednak nadal osadzone są w duńskiej tradycji architektonicznej: użycie żółtobrązowej cegły i strome, kryte ceramiczną dachówką dachy. Drugi nurt, nawiązujący do idei wielkiego europejskiego modernizmu, architekt zapoczątkował domem własnym przy Rodesvej 2 w Kopenhadze z lat 1928–1929.
Arne Jacobsen jest projektantem fotelu Egg, który został zaprojektowany dla hotelu SAS Royal w Kopenhadze (obecnie Radisson Blu Royal). Jacobsen opracował nie tylko plany budynku, ale również projekty wnętrz wraz z pełnym wyposażeniem. Po otwarciu hotelu w 1960 roku, fotele Egg stały w recepcji. Jego projekt, odmienny od panujących wówczas norm, zwracał uwagę gości hotelu, z których wielu pragnęło się dowiedzieć, gdzie takie fotele można kupić. Mebel pojawiał się później na planach takich filmów jak „Na pomoc!”, serii o „Austinie Powersie” czy „Zoolander”.

## Najważniejsze realizacje architektoniczne
- dom jednorodzinny, Knutsvej 9, Kopenhaga, Dania (1926-1927)
- dom jednorodzinny, Knutsvej 11, Kopenhaga, Dania (1926-1927)
- muszla koncertowa, altana i wejście do parku Enghaveparken, Kopenhaga, Dania (1928)
- dom własny, Rodesvej 2, Kopenhaga, Dania (1928-1929)
- dom jednorodzinny, Baunegaardsvej 22, Kopenhaga, Dania (1922)
- dom jednorodzinny, Olsens Aleé 28, Kopenhaga, Dania (1930-1931)
- dom jednorodzinny, Baunegaardsvej 81, Kopenhaga, Dania (1930-1931)
- dom jednorodzinny, Tranegaasdsvej 25, Kopenhaga, Dania (1930-1931)
- dom jednorodzinny, Klampenborgvej 37, Kopenhaga, Dania (1930-1931)
- szkoła jeździecka Mattassona, Belleveuevej 12, Kopenhaga, Dania (1931)
- plaża Bellevue (kabiny), Klampenborg, Dania (1932-1933)
- dom jednorodzinny, Hegelsvej 4, Kopenhaga, Dania (1932-1933)
- dom jednorodzinny, Hegelsvej 17, Kopenhaga, Dania (1932-1933)
- dom jednorodzinny, Hegelsvej 18, Kopenhaga, Dania (1932-1933)
- dom jednorodzinny, Anemonevej 48, Kopenhaga, Dania (1932-1933)
- kąpielisko nadmorskie Dragør Sydstrand (nie istnieje), (1933-1934)
- dom jednorodzinny, Hoffeymersvej 29, Kopenhaga, Dania (1933-1934)
- dom jednorodzinny, Vemmetofte Allé 10, Kopenhaga, Dania (1933-1934)
- dom jednorodzinny, Strandvej 464, Wittbek, Dania (1933-1934)
- dom jednorodzinny, Hegelsvej 3, Kopenhaga, Dania (1933-1934)
- dom jednorodzinny, Ordrupshøjvej 30, Kopenhaga, Dania (1933-1934)
- apartamenty Bellavista (Strandvejen 419-451), Klampenborg, Dania (1933-1934)
- dom jednorodzinny, Parkovsvej 7, Kopenhaga, Dania (1934-1935)
- dom jednorodzinny, Hegelsvej 9, Kopenhaga, Dania (1934-1935)
- dom jednorodzinny, Parkovsvej 19, Kopenhaga, Dania (1934-1935)
- dom jednorodzinny, Kratvænget 9, Kopenhaga, Dania (1934-1935)
- hala tenisowa, Hartmannsvej 37, Kopenhaga, Dania (1934-1935)
- laboratorium fabryki „Novo”, Fuglebakvej 115, Kopenhaga, Dania (1934-1935)
- teatr „Bellevue” i restauracja „Gammel Bellevue”, Klampenborg, Dania (1934-1935)
- bank „Landmandsbanken”, Nørrebrogade 160 (1934-1935)
- projekt lotniska w Kastrup, wspólnie z Flemmingiem Lassenem, (1936)
- dom jednorodzinny, Jægersborg Allé 44, Kopenhaga, Dania (1936-1937)
- dom jednorodzinny, Skovvangen 17, Kopenhaga, Dania (1936-1937)
- dom jednorodzinny, Jægersborg Allé 57, Kopenhaga, Dania (1936-1937)
- stacja benzynowa w Kystvejen koło portu Skovshoved Havn, Dania (1936-1937)
- oddział banku „Landmandsbanken”, Vester Farimagsgade 37, Dania (1936-1937)
- dom jednorodzinny, Ordrupvej 185, Kopenhaga, Dania (1937-1938)
- dom jednorodzinny, Kongehøjen 3, Kopenhaga, Dania (1937-1938)
- dom ze sklepem „Stelling Hus”, Gammeltorv 6, Kopenhaga, Dania (1937-1938)
- własny dom letni, Gudmindrup Lyng, Dania (1937)
- projekt ratusza w Lyngby, wspólnie z Flemmingiem Lassenem, Dania (1938)
- ratusz w Aarhus (wspólnie z Erikiem Møllerem), Aarhus, Dania (1939-1942)
- ratusz w Søllerød – dzielnicy Kopenhagi (wspólnie z Flemmingiem Lassenem), Dania (1940-1942)
- ogród w rezydencji H. Pedersena, Holte, Dania (1941)
- stadion Jægersborg, przerobiony (1941-1942)
- domy szeregowe, Ridebannevang 26-35, Dania (1943)
- domy szeregowe, Hørsholmvej 53-67, Dania (1943)
- wędzarnia, Odden Havn, Dania (1943)
- dom wakacyjny w Arild, Szwecja (1944)
- plan ogólny fabryki Nordiska Kompagniets, Nyköping, Szwecja (1944-1945)
- osiedla Søholm I i II, Klampenborg, Dania (1946-1951)
- osiedle Ibstrupparken II, Dania (1946-1949)
- Osiedle Młodych, Hørsholmvej, Dania, (1947)
- domy szeregowe, Islevvænge, Rødovre (1946-1949)
- projekt teatru we Frederica (1946)
- projekt przystani jachtowej i domu myśliwskiego w Vejle, wspólnie z K. Clausenem i T. Hellebergiem, (1950)
- kaplica cmentarna w Næstved (projekt konkursowy), (1949)
- szkoła w Esbjerg (projekt konkursowy), 1950
- osiedle domów szeregowych, Søholm, Strandvejen (1949-1957)
- dom jednorodzinny, Vedebæk, Strandvej 504, (1951)
- szkoła w Haarby, Dania (1951)
- ogród przydomowy w Søholm, (1951)
- hala Massey-Harris, Roskilde Landevej 183, (1953)
- osiedle „Alléhusene”, Jægersborg Allé, (1952)
- dom jednorodzinny w Geelsvej 10, (1954)
- dom jednorodzinny a Kalundborg, (1954)
- biurowice firmy „Jaspersen i Syn”, Nyripsgade 18, (1955)
- stoisko „H55” na międzynarodowej wystawie w Helsingborg, Szwecja (1955)
- stoisko „Lavenda Wool” na wystawie brytyjskiej w Kopenhadze, (1955)
- ratusz w Rødovre, Dania (1956-1957)
- dom atrialny na wystawie Interbau w Berlinie Zachodnim (1957)
- zakład mechaniczny w Aalborgu, (1957)
- ratusz w Glostrup, Dania (1958)
- szkoła Munkegård, Kopenhaga, Dania (1955-1959)
- laboratorium i fabryki firmy Novo, Dania (1958)
- SAS Royal Hotel, Kopenhaga, Dania (1958-1960)
- dom jednorodzinny w Ordrup, (1960)
- Toms – fabryka czekolady, Ballerup, Dania (1961)
- zespół mieszkaniowy Ved Bellevue Bugt, Klampenborg (1961)
- Galkeria Sztuki w Hanowerze, wspólnie z O. Weitlingiem, (1964)
- wieża wojskowa z Herrenhausen, wspólnie z O. Weitlingiem, (1964)
- Duński Bank Narodowy, Kopenhaga, Dania (1965-1970)
- hala sportowa w Landskronie, Szwecja (1965)
- ośrodek wakacyjny na wyspie Fehrmann, RFN, wspólnie z O. Weitlingiem (1965-1974)
- St Catherine’s College, Oxford, Wielka Brytania (1964-1966) wraz z meblami i wzorami sztućców
- ratusz w Moguncji, Niemcy (1966-1973)
- bank w Kuwejcie (1967-1976)
- ratusz w Moguncji, wspólnie z O. Weitlingiem, RFN (1968-1973)
- zakłady przemysłowe „Novo” w Moguncji, (1968)
- szkoła Christianeum, Hamburg, Niemcy (1970-1971)
- Vattenfall Europe, Hamburg, Niemcy (1970)
- Biuro American Express w Kopenhadze, Dania (1971)
- Ambasada Królestwa Danii, Londyn, Wielka Brytania (1976-1977) – częściowa współpraca.

## Odznaczenia
- Medal Księcia Eugeniusza (1962)[2]